# Rocha de Etã
A rocha de Etã é mencionada como uma rocha na caverna onde Sansão se escondeu depois de ferir os filisteus no "quadril e na coxa com um grande ferimento". Foi em Judá, mas aparentemente na região montanhosa baixa (mesmo local da cidade de Etã). A colina rochosa em que se situa a vila de Bayt 'Itab, perto de Sur`ah (Zorá), foi sugerida por Claude Reignier Conder como a "Rocha de Etã", devido a uma corrupção de seu nome. Outros sugerem que a caverna conhecida como 'Arak Isma`in, como descrita por Hanauer (PEFS, 1886, 25), deve ser identificada com a "Rocha de Etã". A caverna, no alto dos penhascos do norte de Wady Isma`in, é um objeto perceptível da ferrovia quando o trem entra no desfiladeiro.